# Balassa Ármin
Balassa Ármin (eredeti neve: Aron Weisz; szignói: W. A., B., Blasius, Bramin; Hódmezővásárhely, 1861. augusztus 4. – Szeged, 1924. január 12.) ügyvéd, újságíró, író.

## Élete
Az izraelita hitközség anyakönyve szerint apja Anton Weisz, anyja Cili Geiner. Születésekor a fiúgyermek Aron Weisz néven lett bejegyezve. Taníttatására a szülők nagy gondot fordítottak, 1880-ban a vásárhelyi református főgimnáziumban tett érettségi vizsgát kitűnő eredménnyel. A gimnázium felsőbb osztályaiban utóneve már Ármin volt. Érettségije után 1880 szeptemberében a budapesti egyetem jogi karán kezdte meg tanulmányait. Jogtudományi tanulmányait majd csak 1888-ban fejezte be, mert egyetemi hallgató korában sok időt szentelt irodalmi és újságírói ambícióinak. Népszínműveket írt, népies műdalokat komponált; tárcái a Budapesti Hírlapban jelentek meg W. A. szignó alatt. 1881-ben már felvette a Balassa Ármin nevet, mert az 1881. évi 45414. számú rendelet engedélyezte a névváltoztatást.
A korai sikerek is az irodalom, a színház felé terelték, például Borura derű című népszínművéhez Dankó Pista és Székács Gyula szerzett zenét, bemutatták szülővárosában, Hódmezővásárhelyen, majd Szegény Laczi címen Szegeden, Kassán, Székesfehérváron. 1888-ban Pósa Lajos hét költeményére szerzett népdalát tette közzé.
Az irodalom és az újságírás terén elért sikerek sem térítették el eredeti pályájáról, egyetemi tanulmányai után elszegődött ügyvédbojtárnak és 1889 májusában ügyvédi oklevelet szerzett a budapesti királyi ítélőtáblánál. 1889 júniusában megnyitotta ügyvédi irodáját Szegeden a Barcsay patika melletti Grün ház első emeletén, Széchenyi tér 13. szám alatt. Ma már tudható, hogy ezzel egy sikeres ügyvédi pálya indult el. Balassa Ármin kiváló védőügyvéd lett, alapos törvényismerete, kiváló emlékezőképessége, mesteri logikája segítette ebben. A jogi gyakorlat mellett a jogi szakirodalommal is foglalkozott, jogi tárgyú cikkei az 1890-es és az 1900-as években az Ügyvédek Lapja, A Jog és a Magyar Jogász című lapokban jelentek meg. Szegeden keresett ügyvéd és cikkíró. Igen sokat irt vidéki lapokba (Szegedi Napló, Szegedi Híradó, Aradi Közlöny, Hazánk, Nagyvárad, stb.) és megalapította a „Szeged és Vidéke” (1902-1920) napilapot, amelynek kiadója és főszerkesztője volt. A lap irányvonala nemzeti szabadelvű volt éppen úgy, mint Balassa Ármin világnézete. A gyakorló büntetőjogász Balassa meggyőződése volt, hogy a büntetőjog egyszerre szolgálja a köz- és államérdek megóvását és az állampolgárok szabadságjogainak védelmét. A polgári élet más területein is meghatározta őt ez a gondolkodásmód. Ugyanakkor a liberálisok nyitottsága is jellemezte, saját már anakronisztikus és vidékies szépirodalmi munkássága ellenére lapjában teret engedett Juhász Gyula, Babits Mihály, Kosztolányi Dezső, Csáth Géza, sőt 1910 körül Somlyó Zoltán modern 20. századi írásainak.
Az 1900-as évek közepétől közeledett álláspontja Jásziék polgári radikalizmusához, de 1910 után már nem tudott, s nem is akart velük együtt tartani. Jött az első világháború, az anyagi gondok, ekkor Balassa saját munkatársaival sem értette meg már magát, fizetésemelésért sztrájkolt Frank József és Tölgyes Gyula, Juhász Gyula is szolidáris volt velük. Megegyezni nem tudtak, így Frank, Tölgyes, Juhász ott hagyták a Szeged és Vidéke lapot, Balassa tovább szerkesztette azt fiatalabb munkatársakkal. A forradalmak alatt teljesen kicsúszott a lap irányítása Balassa kezéből, a felgyorsult eseményeket már nem tudta követni. Lapjában az ő ellenére jelentek meg cikkek, amelyekért a győztes ellenforradalmi rendszer mégis őt támadta. 1919 szeptemberében még Balassa vezette Szeged város vezetői elé azt a delegációt, amely a szegedi zsidó polgárok nevében a pogromra izgatók ellen tiltakozott. Ezek után már egyre inkább visszavonult a közélettől könyvei közé, ahol kedves klasszikusaival, filozófusaival foglalkozott, emlékeit is szerette volna megírni, de megfáradt, akadályozta szívbetegsége. 1924. január 12-én hunyt el Szegeden. Nekrológját Móra Ferenc írta, sírjánál többek közt Juhász Gyula, Lőw Immánuel mondott búcsúztatót. A szegedi Izraelita temetőben (29-1-9) helyezték örök nyugalomra. A fia Balassa József énekes.

## Magánélete
1891. március 10-én nősült meg, Leyer Adolf nagylaki földbirtokos leányát vette feleségül. Házasságukból három fiúgyermek született.

## Műveiből
- „Szegény Laci” (népszínmű, 1887);
- „A cégér” (népszínmű, 1893);
- „Parasztszívek” (néptragédia, 1899);
- „A szegedi színészet államosítása érdekében” (1896);
- „Klopitól Bokányiig” (politikai eszmetöredékek, 1909).
- „A Dugonics Társaság Tömörkény-emlékünnepe : néhai főtitkára halálának első évfordulója alkalmából 1918. április 28-án”/írta Balassa Ármin, Móra Ferenc. Szerk. Szalay József. Szeged : Dugonics Társaság, 1918. 45 p.
- „Őszi vetés” : (tizenkét beszéd). Szeged, Szerző, 1920.
- Zeneszerzéssel is foglalkozott és több népies műdala jelent meg.

## Társasági tagság
- Szegedi Ügyvédi Kamara (1889-haláláig)
- Szegedi Társadalomtudományi Társaság (1904-1910)
- Dugonics Társaság (1892-haláláig)